# Sphecodes ruficrus
Sphecodes ruficrus är en biart som först beskrevs av Wilhelm Ferdinand Erichson 1835.  Sphecodes ruficrus ingår i släktet blodbin, och familjen vägbin. Inga underarter finns listade i Catalogue of Life.